# Alex Crognale
Alexander Crognale, detto Alex (Columbus, 27 agosto 1994), è un calciatore statunitense, difensore del Birmingham Legion.

## Caratteristiche tecniche
È un difensore centrale.

## Carriera
Ha esordito in MLS il 19 marzo 2017 disputando con il Columbus Crew l'incontro vinto 2-0 contro il D.C. United.